# Malo Lipje
Malo Lipje (Duits: Kleinlipplach) is een plaats in Slovenië en maakt deel uit van de gemeente Žužemberk in de NUTS-3-regio Jugovzhodna Slovenija. De plaats telde 25 inwoners op 1 januari 2020.